# Jiří Sádlo
Jiří Sádlo (* 19. prosince 1958 Praha), je český přírodovědec a biolog, věnující se fytocenologii. Zabývá se také cenogenezí, relikty a neofyty, dynamikou krajiny v holocénu a kulturně-naturálními jevy a procesy, jako je například nová divočina, suburbie, postkulturní krajina a nepřírodní biotopy. Vystudoval Přírodovědeckou fakultu Univerzity Karlovy a v současnosti působí v Botanickém ústavu Akademie věd ČR v Průhonicích.
Kromě úzce odborných textů je spoluautorem knih Biologie krajiny (spolu s Davidem Storchem; Vesmír, 1999) a Krajina a revoluce (spolu s Petrem Pokorným, Pavlem Hájkem, Dagmar Dreslerovou a Václavem Cílkem; Malá skála, 2007) a eseje Krajina jako interpretovaný text.
Okrajově se zabývá i uměleckou tvorbou. Své deníkové postřehy, inspirované především proměnami krajiny a přírody během roku, vydal knižně pod názvem Prázdná země – listopadová část roku (Dauphin, 2007).
Jeho kniha Praha a Brno byla na portálu Českého literárního centra zařazena do přehledu Vrcholy české non-fiction 2007-2017. Časopis A2 zařadil jeho knihu Krajina! Průchod okolím v příkladech (2019) do českého literárního kánonu po roce 1989, tedy do výběru nejdůležitějších českých knih v období třiceti let od sametové revoluce.